# Vich
Pour la ville de Catalogne, voir Vic.
Pour les articles ayant des titres homophones, voir Vic, Vicq et Vicques.
Vich ([vik]) est une commune suisse du canton de Vaud, située dans le district de Nyon.

## Géographie
La commune se situe sur la rive gauche de la Serine, à 5,4 km au nord-nord-est de Nyon et à 1,3 km au sud de Begnins. Elle comprend le village de Vich et le hameau de Clarens.
Le territoire de la commune s'étend sur 1,56 km2. Lors du relevé de 2013-2018, les surfaces d'habitations et d'infrastructures représentaient 29,7 % de sa superficie, les surfaces agricoles 38,7 %, les surfaces boisées 29,7 % et les surfaces improductives 0,0 %.

## Toponymie
Le nom de la commune, qui se prononce /vik/, dérive probablement d'un gentilice latin de type Vitius, qui y possédait une propriété ou un domaine.
La première occurrence écrite du toponyme date de 1165, sous la forme de Vizo.
La commune se nomme Vi en patois vaudois.

## Population et société

### Gentilé
Les habitants de la commune se nomment les Vichois, (/vikwa/).

### Démographie

#### Évolution de la population
Vich compte 1 160 habitants au 31 décembre 2022 pour une densité de population de 744 hab/km2. Sur la période 2010-2019, sa population a augmenté de 40,3 % (canton : 12,9 % ; Suisse : 9,4 %).  

#### Pyramide des âges
En 2020, le taux de personnes de moins de 30 ans s'élève à 34,3 %, au-dessous de la valeur cantonale (35 %). Le taux de personnes de plus de 60 ans est quant à lui de 18,2 %, alors qu'il est de 21,9 % au niveau cantonal.
La même année, la commune compte 590 hommes pour 565 femmes, soit un taux de 51,1 % d'hommes, supérieur à celui du canton (49,1 %).
| Hommes | Classe d’âge | Femmes |
| ------ | ------------ | ------ |
| 0,2    | 90 ans ou +  | 0,4    |
| 3,9    | 75 à 89 ans  | 3,5    |
| 13,2   | 60 à 74 ans  | 15,2   |
| 22,7   | 45 à 59 ans  | 23,2   |
| 24,6   | 30 à 44 ans  | 24,4   |
| 14,9   | 15 à 29 ans  | 15,0   |
| 20,5   | - de 14 ans  | 18,2   |

| Hommes | Classe d’âge | Femmes |
| ------ | ------------ | ------ |
| 0,5    | 90 ans ou +  | 1,4    |
| 6,1    | 75 à 89 ans  | 8,2    |
| 13,3   | 60 à 74 ans  | 14,3   |
| 21,5   | 45 à 59 ans  | 21,2   |
| 22,0   | 30 à 44 ans  | 21,4   |
| 19,6   | 15 à 29 ans  | 18,0   |
| 16,9   | - de 14 ans  | 15,5   |

## Histoire
La commune prédate l'ère romaine, et se situe le long de la voie romaine dite « Vy de l'Etraz ». Au Moyen Âge, le village était rattaché à la baronnie de Prangins tandis que son église était sous la tutelle de l'abbaye de Bonmont dès 1165. Vich est l'une des communes situées le long du sentier des Toblerones, qui suit la ligne des Toblerones, une ligne de fortifications de la Seconde Guerre mondiale.

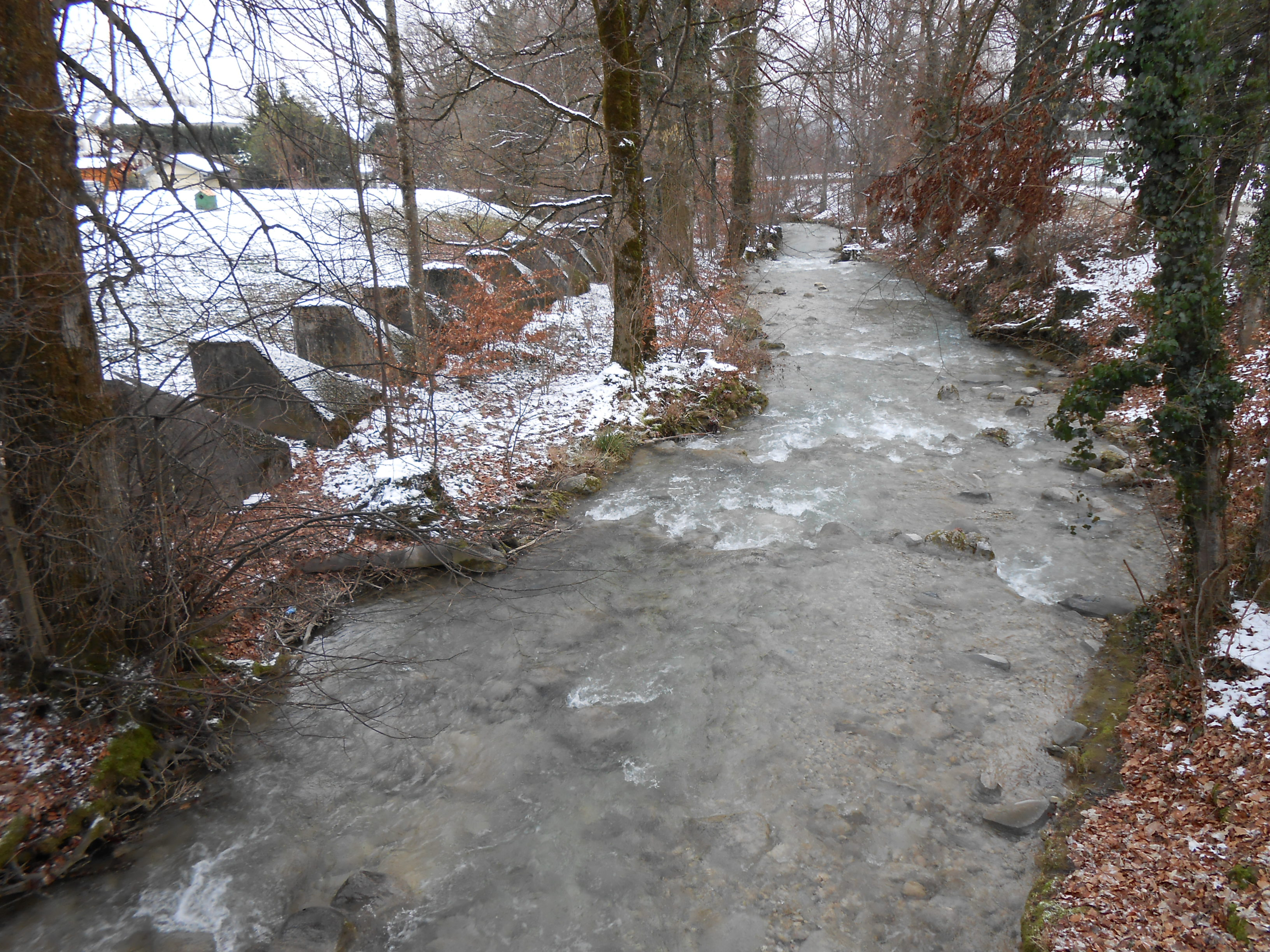
Le sentier des Toblerones au bord de la Serine à Vich.